# Chef d'édition
Dans le monde du journalisme, la fonction de chef d'édition correspond à une activité d'organisation et de préparation de l'information.

## Dans la presse écrite
La qualification de chef d'édition peut correspondre à plusieurs métiers de la presse écrite.
- Dans la presse quotidienne, le chef d'édition assure des fonctions comparables à celle du secrétaire de rédaction, auxquelles s'ajoutent des responsabilités techniques : supervision des maquettistes et des secrétaires de rédaction, relation avec l'imprimeur, etc. Il est alors chargé de l'édition d'un supplément ou d'une des éditions du journal, c'est-à-dire une nouvelle parution pour tenir compte de l'actualité.
- Dans certains quotidiens régionaux, le chef d'édition est responsable des pages liées à la ville ou à la région qu'il couvre. Il supervise alors une équipe de « localiers » ou de correspondants.
- Dans l'univers d'Internet, le chef d'édition Web est chargé de la mise en forme des articles pour les adapter à une publication en ligne et de la recherche d'éléments complémentaires (illustrations, documents sonores ou vidéo, etc.)[1].

## Dans un journal télévisé ou à la radio
Pendant la préparation et la diffusion d'un journal télévisé ou celui d'un journal à la radio, le chef d'édition est chargé de coordonner le travail des équipes techniques et rédactionnelles. Après avoir pris les renseignements concernant la durée de son édition, c'est lui qui détermine l'ordre de passage des sujets du journal en fonction des instructions du rédacteur en chef, qui supervise l’« habillage » de l'émission (incrustations, cartes, images de fond, etc.) et lance la recherche d'images pour illustrer les interviews téléphoniques.
Pendant le journal, le chef d'édition joue un rôle de coordinateur. Installé en régie, qui assure la partie technique de l'émission, il annonce à la fin de chaque sujet celui qui va suivre et donne ses instructions à l'équipe en fonction du déroulement du journal. Il doit faire respecter le minutage du journal et reste en contact avec le présentateur par l’intermédiaire de son oreillette.